# Ischyropsalis redtenbacheri
Ischyropsalis redtenbacheri is een hooiwagen uit de familie Ischyropsalididae.